# میاته
میاته (به لاتین: Miaty) یک روستا در لهستان است که در گمینا تژمشنو واقع شده‌است.